# Revue du Nivernais

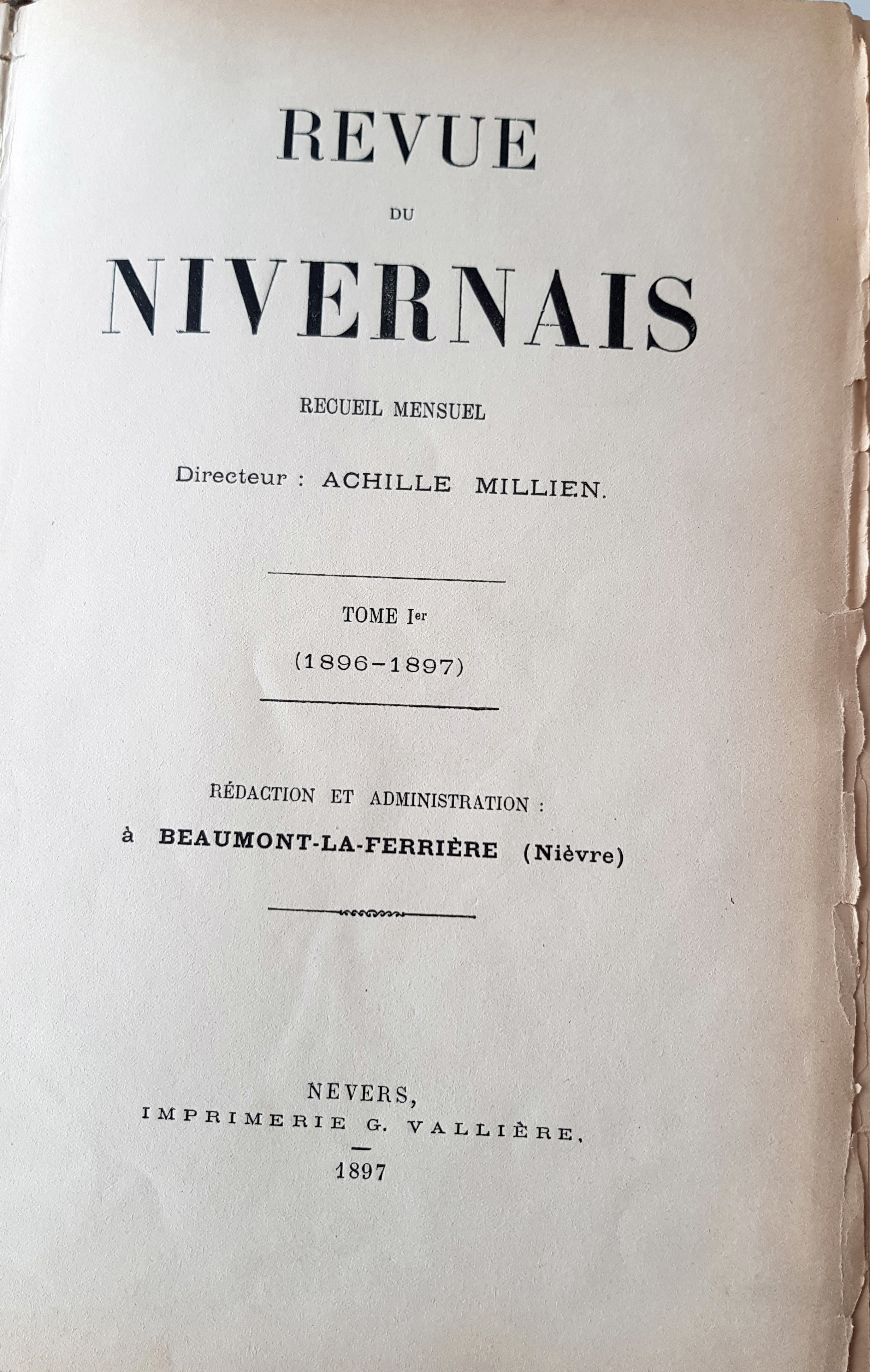
Revue du Nivernais, tome 1er (1896-1897).

La Revue du Nivernais est une publication mensuelle nivernaise, littéraire et culturelle.
Fondée par Achille Millien en 1896, elle est écrite par des compatriotes pour des compatriotes. Elle accueille les contributions de divers auteurs comme Émile Boisseau, Marie Chauvet, Edmond Duminy, Gaston Gauthier, Jean-Marie Meunier, Adolphe de Villenault...
La revue est administrée et rédigée à Beaumont-la-Ferrière (Nièvre). 
Le dernier numéro paraît en 1910. 